# Отинг
Отинг (њем. Otting) општина је у њемачкој савезној држави Баварска. Једно је од 43 општинска средишта округа Донау-Рис. Према процјени из 2010. у општини је живјело 794 становника. Посједује регионалну шифру (AGS) 9779198.

## Географски и демографски подаци
Отинг се налази у савезној држави Баварска у округу Донау-Рис. Општина се налази на надморској висини од 492 метра. Површина општине износи 13,4 km². У самом мјесту је, према процјени из 2010. године, живјело 794 становника. Просјечна густина становништва износи 59 становника/km².